# Судска контрола управе
Судска контрола управе је заједно са управном контролом основни облик правне контроле управе.

## Основе
Уставом Србије уређење власти засновано је на њеној подели на законодавну, извршну и судску. Судска власт се одређује као независна, јединствена на територији Републике Србије, а судови су самостални и независни у свом раду и суде на основу Устава, закона и других општих аката, а када је то предвиђено законом, и на основу општеприхваћених правила међународног права и потврђених међународних уговора. Судска власт у Републици Србији припада судовима опште и посебне надлежности, а њихово оснивање, организација, надлежност, уређење и састав уређују се законом. Највиши суд у Републици Србији је Врховни касациони суд, а не могу се оснивати привремени, преки или ванредни судови.

## Облици судске контроле
На више начина се може остварити судска контрола управе, што има за последицу преплитање појединих облика судске контроле са другим правним областима. С друге стране, неки облици судске контроле управе се непосредно односе на управну материју и они спадају у оквир управног права. У том смислу, разликујемо:
- Посредне облике судске контроле управе, и то:

1. Кривичне ствари - према одредбама Кривичног закона и Законика о кривичном поступку судови остварују посредну судску контролу у кривичним стварима тако што, између осталог, одлучују о постојању кривичних дела против службене дужности,
2. Грађанске ствари - како говори Закон о облигационим односима и Закон о парничном поступку, поред осталог, судови одлучују о облигационим односима који настају између управе и других лица, као и о евентуалној штети,
3. Уставна жалба - уставни судови врше контролу управе која се остварује у вези са уставном жалбом;

- Непосредне облике судске контроле управе:

1. Управни спор - као облик управно-судског поступака контроле рада управе, надлежни управни (Врховни) суд, одлучује о законитости управних аката, а под одређеним условима и о самој управној ствари, накнади штете и о повраћају ствари у вези са извршењем управног акта.